# مولتیکس
مولتیکس یکی از نخستین سیستم‌عاملهای اشتراک زمانی بود. این پروژه در سال ۱۹۶۴ در کمبریج، ماساچوست آغاز شد. آخرین سیستم مولتیکس در ۳۰ اکتبر سال ۲۰۰۰ در وزارت دفاع کانادا خاموش شد. مولتیکس در اصل پروژه‌ای به رهبری ام‌آی‌تی و با همکاری جنرال الکتریک و آزمایشگاه‌های بل بود. مولتیکس پروژه‌ای با اهداف بلند پروازانه بود و به همین دلیل کم‌کم تبدیل به پروژه‌ای بسیار پیچیده شد. آزمایشگاه‌های بل به همین دلیل در سال ۱۹۶۹ از پروژه کناره‌گیری کرد. اما چند تن از محققان آنها از جمله کن تامسون و دنیس ریچی با استفاده از تجربیاتی که از پروژه مولتیکس کسب کرده بودند، بعدها سیستم‌عامل دیگری به نام یونیکس را پایه‌گذاری کردند که تبدیل به سیستم‌عامل بسیار موفقی شد. در حقیقت، کلمه یونیکس یک جور بازی با نام مولتیکس است.